# 마츠오카 마사히로
마츠오카 마사히로(松岡 昌宏, 1977년 1월 11일~)는 일본의 배우이자, 밴드 TOKIO의 드럼 연주자이다. 홋카이도 삿포로시 니시구 출신이다.

## 출연

### 드라마
- 맨하탄 러브스토리(2003)
- 야스코와 켄지(2008)
- 고교생 레스토랑(2011)
- 13세의 헬로워크(2012)
- 가정부 남자 미타조노 시즌 7 (2025) - 미타조노 카오루 역